# 欧洲E11公路
欧洲E11公路（E11）是欧洲的一条国际公路，全程均在法国，起点为维耶尔宗，终点为蒙彼利埃，全长约570公里。该公路经过目前世界上最高的高架桥——米约高架桥，长2460米，高270米。

## 线路
欧洲E11公路穿过以下主要城市：

- 法国：维耶尔宗 - 蒙吕松 - 克莱蒙费朗 - 蒙彼利埃

## 相关公路
欧洲E11公路与以下公路交叉： 
- 欧洲E9公路
- 欧洲E15公路
- 欧洲E62公路
- 欧洲E70公路
- 欧洲E80公路